# Fintan McCarthy
Fintan McCarthy (Londres, 23 de noviembre de 1996) es un deportista irlandés que compite en remo.
Participó en dos Juegos Olímpicos de Verano, obteniendo dos medallas de oro, en Tokio 2020 y París 2024, ambas en la prueba de doble scull ligero.
Ganó tres medallas de oro en el Campeonato Mundial de Remo entre los años 2019 y 2023, y cuatro medallas en el Campeonato Europeo de Remo entre los años 2020 y 2025.
Estudió Psicología en la Universidad de Cork.

## Palmarés internacional
| Juegos Olímpicos   | Juegos Olímpicos         | Juegos Olímpicos  | Juegos Olímpicos        |
| Año                | Lugar                    | Medalla           | Prueba                  |
| ------------------ | ------------------------ | ----------------- | ----------------------- |
| 2020               | Tokio (Japón)            | Medalla de oro    | Doble scull ligero      |
| 2024               | París (Francia)          | Medalla de oro    | Doble scull ligero      |
| Campeonato Mundial |                          |                   |                         |
| Año                | Lugar                    | Medalla           | Prueba                  |
| 2019               | Ottensheim (Austria)     | Medalla de oro    | Doble scull ligero      |
| 2022               | Račice (República Checa) | Medalla de oro    | Doble scull ligero      |
| 2023               | Belgrado (Serbia)        | Medalla de oro    | Doble scull ligero      |
| Campeonato Europeo |                          |                   |                         |
| Año                | Lugar                    | Medalla           | Prueba                  |
| 2020               | Poznań (Polonia)         | Medalla de bronce | Scull individual ligero |
| 2021               | Varese (Italia)          | Medalla de oro    | Doble scull ligero      |
| 2022               | Múnich (Alemania)        | Medalla de oro    | Doble scull ligero      |
| 2025               | Plovdiv (Bulgaria)       | Medalla de bronce | Doble scull             |